# Achille Henriette
Achille Henriette (ur. 25 kwietnia 1987) – seszelski piłkarz grający na pozycji pomocnika. W swojej karierze rozegrał 37 meczów i strzelił 6 goli w reprezentacji Seszeli.

## Kariera klubowa
Swoją karierę piłkarską Henriette rozpoczął w klubie St Louis Suns United FC. W 2007 roku zadebiutował w nim w pierwszej lidze seszelskiej. W 2008 roku przeszedł do La Passe FC. Grał w nim do 2018 roku i wywalczył z nim mistrzostwo kraju w sezonie 2009 oraz sześć wicemistrzostw w sezonach 2008, 2010, 2011, 2012, 2013 i 2014. W 2019 roku wrócił do St Louis Suns United, w którym w 2020 zakończył karierę.

## Kariera reprezentacyjna
W reprezentacji Seszeli Henriette zadebiutował 30 czerwca 2006 roku w wygranym 2:1 towarzyskim meczu z Tanzanią. Od 2006 do 2016 rozegrał w kadrze narodowej 37 meczów i strzelił 6 goli.